# Sericoptera egregia
Sericoptera egregia är en fjärilsart som beskrevs av Thierry-mieg 1915. Sericoptera egregia ingår i släktet Sericoptera och familjen mätare. Inga underarter finns listade i Catalogue of Life.